# Бауер Сергій Юрійович
Сергій Юрійович Бауер (рос. Сергей Юрьевич Бауэр, нар. 29 квітня 1960, Кіровабад) — радянський футболіст німецького походження, що грав на позиції нападника. Відомий за виступами у радянських клубах різних ліг, зокрема за душанбинський «Памір» у вищій лізі СРСР.

## Клубна кар'єра
Сергій Бауер народився в місті Кіровабад (Таджицька РСР), а розпочав займатися футболом у ташкентському РОШІСП. У кінці 70-х років ХХ століття він розпочав грати в аматорській команді «Торпедо» з міста Міас . У 1980 році розпочав виступи в команді майстрів у команді другої ліги СРСР «Старт» з Ташкента. У 1983 році перейшов до іншої команди другої ліги «Сохібкор», у складі якої грав до 1985 року. У 1986 році став гравцем клубу першої ліги «Пахтакор» з Ташкента, за який грав протягом одного сезону. У сезоні 1987 року знову грав у складі «Сохібкора».
Сезон 1988 року Сергій Бауер розпочав у складі іншої команди другої ліги «Навбахор» з Намангана, проте протягом сезону разом із Олександром Тихоновим перейшов до команди першої ліги «Таврія» з Сімферополя, із Середньої Азії до команди разрм із ними прийшов також Руслан Аджиєв. Наступного року початок сезону Сергій Бауер грав у складі команди вищої ліги СРСР «Памір» з Душанбе, проте провів лише 1 матч у чемпіонаті, та закінчував сезон знову в «Таврії». У 1990 році Бауер виїхав на постійне проживання до Німеччини, де протягом кількох років грав за місцеві нижчолігові клуби.